# Detroiter Motors Company
Detroiter Motors Company, vorher Briggs-Detroiter Company und Detroiter Motor Car Company, war ein US-amerikanischer Hersteller von Automobilen.

## Unternehmensgeschichte
Claude S. Briggs, der vorher bei der Brush Runabout Company tätig war, und John A. Boyle gründeten am 5. Dezember 1911 die Briggs-Detroiter Company. Der Sitz war in Detroit in Michigan. Zach C. Barber, der von der Everitt-Metzger-Flanders Company kam, wurde Verkaufsleiter und W. S. Lee Chefingenieur. Sie begannen 1912 mit der Produktion von Automobilen. Der Markenname lautete Detroiter, anfangs inoffiziell auch Briggs-Detroiter. Die erste öffentliche Präsentation fand im Januar 1912 auf der Detroit Automobile Show statt. Im Sommer 1915 folgte die Insolvenz.
A. O. Dunk von der Puritan Motor Company übernahm im gleichen Sommer das Unternehmen, während Briggs zur C. R. Wilson Body Company wechselte. Die neue Firmierung lautete Detroiter Motor Car Company. Anfang 1917 beförderte sich Dunk zum Vorsitzenden der Geschäftsleitung und wählte den Bankier J. S. Kuhn als neuen Präsidenten aus.
Im März 1917 wurde das Unternehmen in Detroiter Motors Company umbenannt. Im Oktober 1917 kam es erneut zur Insolvenz. Im Dezember 1917 kaufte Sam Winternitz alles auf. Das war das Ende.
Eine andere Quelle nennt anfangs die Briggs-Detroiter Motorcar Company und ab 1916 die United Detroiter Corporation als einzige Firmierungen.

## Fahrzeuge
1912 gab es nur das Model No. 1. Es hatte einen Vierzylindermotor von der Continental Motors Company mit 25 PS Leistung. Der Radstand betrug 264 cm. Der offene Tourenwagen bot Platz für fünf Personen.
1913 wurde daraus das Model A. Ein zweisitziger Roadster kam hinzu.
1914 stand der Series A in verschiedenen Ausführungen im Sortiment. Die Motorleistung war nun mit 20 PS angegeben. Model A-1, Model A-2 und Model A-6 waren fünfsitzige Tourenwagen, Model A-3, Model A-4 und Model A-5 zweisitzige Roadster und der Kangaroo ein zweisitziger Speedster.
1915 beschränkte sich das Angebot auf das Model C-5. Der Radstand war auf 284 cm verlängert worden. Einzige Karosseriebauform war ein Tourenwagen mit fünf Sitzen.
1916 wurde daraus das Model F. Der Motor leistete nun 23 PS. Zum Tourenwagen kam eine ebenfalls fünfsitzige Limousine. Außerdem ergänzte das Model F-8 das Sortiment. Es hatte einen V8-Motor von Perkins mit 3502 cm³ Hubraum, der mit 31 PS angegeben war. Radstand und Aufbauten entsprachen dem Vierzylindermodell.
1917 war das Model 6-45 das einzige Fahrzeug im Angebot. Ein Sechszylindermotor von Continental mit 45 PS Leistung trieb die Fahrzeuge an. Das Fahrgestell hatte 302 cm Radstand. Als Aufbauten werden fünfsitziger Tourenwagen, dreisitziger Roadster, viersitziger Luxemor-Roadster, ein Convertible Coupé genanntes Cabriolet und eine fünfsitzige Touren-Limousine aufgelistet.

## Modellübersicht
| Jahr | Modell      | Ausführung | Zylinder | Leistung (PS) | Radstand (cm) | Aufbau |
| ---- | ----------- | ---------- | -------- | ------------- | ------------- | --- |
| 1912 | Model No. 1 |            | 4        | 25            | 264           | Tourenwagen 5-sitzig                                                                                             |
| 1913 | Model A     |            | 4        | 25            | 264           | Tourenwagen 5-sitzig, Roadster 2-sitzig                                                                          |
| 1914 | Series A    | Model A-1  | 4        | 20            | 264           | Tourenwagen 5-sitzig                                                                                             |
| 1914 | Series A    | Model A-2  | 4        | 20            | 264           | Tourenwagen 5-sitzig                                                                                             |
| 1914 | Series A    | Model A-3  | 4        | 20            | 264           | Roadster 2-sitzig                                                                                                |
| 1914 | Series A    | Model A-4  | 4        | 20            | 264           | Roadster 2-sitzig                                                                                                |
| 1914 | Series A    | Model A-5  | 4        | 20            | 264           | Roadster 2-sitzig                                                                                                |
| 1914 | Series A    | Model A-6  | 4        | 20            | 264           | Tourenwagen 5-sitzig                                                                                             |
| 1914 | Series A    | Kangaroo   | 4        | 20            | 264           | Speedster 2-sitzig                                                                                               |
| 1915 | Model C-5   |            | 4        | 20            | 284           | Tourenwagen 5-sitzig                                                                                             |
| 1916 | Model F     |            | 4        | 23            | 284           | Tourenwagen 5-sitzig, Limousine 5-sitzig                                                                         |
| 1916 | Model F-8   |            | 8        | 31            | 284           | Tourenwagen 5-sitzig, Limousine 5-sitzig                                                                         |
| 1917 | Model 6-45  |            | 6        | 45            | 302           | Tourenwagen 5-sitzig, Roadster 3-sitzig, Luxemor Roadster 4-sitzig, Convertible Coupé, Touren-Limousine 5-sitzig |

## Stückzahlen
1912 wurden mehr als 1100 Fahrzeuge hergestellt und im Folgejahr 2477.
1914 entstanden 1400 Fahrzeuge, darunter 150 Kangaroo-Roadster. Im ersten Halbjahr 1915 wurden 450 Vierzylindermodelle und 280 Achtzylindermodelle verkauft. Vom Sechszylindermodell entstanden 778 Fahrzeuge.
Für die Modelljahre 1916 und 1917 sind insgesamt 778 Fahrzeuge überliefert.
Insgesamt waren es etwa 6500 Fahrzeuge.
Etwa ein Dutzend Fahrzeuge existiert noch.